# Strachówka (gmina)
Strachówka – gmina wiejska w województwie mazowieckim, w powiecie wołomińskim. W latach 1975–1998 gmina położona była w województwie siedleckim.
Siedziba gminy to Strachówka.
Według danych z 30 czerwca 2004 gminę zamieszkiwało 3119 osób, a według spisu powszechnego z 2011 roku 2898.

## Struktura powierzchni
Według danych z roku 2002 gmina Strachówka ma obszar 107,7 km², w tym:
- użytki rolne: 54%
- użytki leśne: 40%

Gmina stanowi 11,27% powierzchni powiatu.

## Demografia

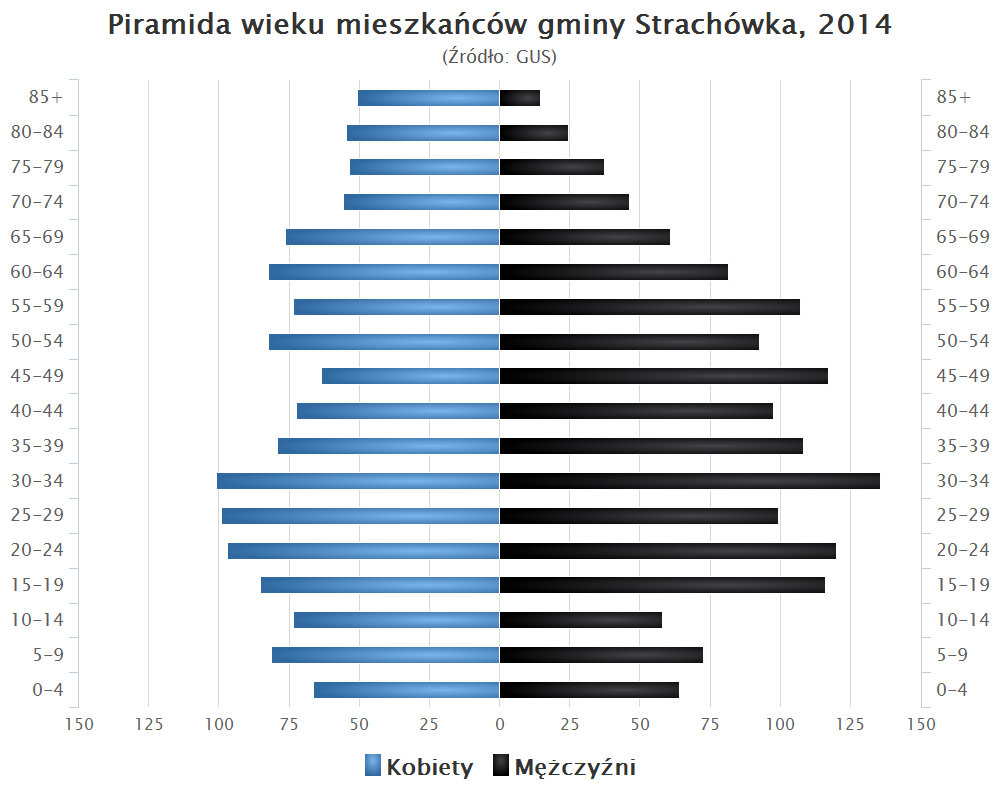
Piramida wieku mieszkańców gminy Strachówka w 2014 roku

Dane z 30 czerwca 2004:
| Opis                              | Ogółem | Ogółem | Kobiety | Kobiety | Mężczyźni | Mężczyźni |
| --------------------------------- | ------ | ------ | ------- | ------- | --------- | --------- |
| jednostka                         | osób   | %      | osób    | %       | osób      | %         |
| populacja                         | 3119   | 100    | 1527    | 49      | 1592      | 51        |
| gęstość zaludnienia (mieszk./km²) | 29     | 29     | 14,2    | 14,2    | 14,8      | 14,8      |

## Sołectwa
Annopol, Borucza, Grabszczyzna, Jadwisin, Józefów, Kąty Czernickie, Kąty-Miąski, Kąty-Wielgi, Krawcowizna, Księżyki, Marysin, Młynisko, Osęka, Piaski, Rozalin, Równe, Ruda-Czernik, Strachówka, Szamocin, Szlędaki, Wiktoria, Zofinin.

## Sąsiednie gminy
Dobre, Jadów, Korytnica, Poświętne, Stanisławów, Tłuszcz